# Skidoo (Californie)
Pour les articles homonymes, voir Skidoo.
Skidoo (anciennement Hoveck) est un territoire non incorporé dans le comté d'Inyo, en Californie. Le site de cette ville fantôme est relié à une mine abandonnée et se situe à une altitude de 1 734 m d'altitude. Skidoo est à l'intérieur du parc national de la vallée de la Mort et est au registre national des lieux historiques.

## Description et histoire

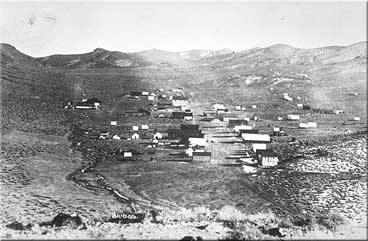
Skidoo en 1906.

Skidoo est représentatif des villes champignons qui ont prospéré dans la Vallée de la Mort au début du XXe siècle. D'abord appelé Hoveck, en l'honneur de Matt Hoveck responsable de la mine, un bureau de poste a ouvert ses portes en 1906. Le site est devenu Skidoo en 1907. Les moyens de subsistance de la ville dépendaient principalement de la production de la mine Skidoo exploitée entre 1906 et 1917. Durant ces années, la mine produisit environ 75 000 onces (2 126,2 kg) d'or, valant à l'époque plus de 1,5 million de dollars US. Le bureau de poste ferma avec la mine et la ville fut alors désertée.
Deux objets uniques sont associés à l'apogée de l'industrie minière de Skidoo. D'abord, la ville possédait l'unique usine de broyage du minerai, fonctionnant presque entièrement à l'énergie hydraulique dans une région désertique. Deuxièmement, la construction de la canalisation d'eau fut un exploit d'ingénierie phénoménal; sa trace est encore visible entre son origine près du pic Telescope et le site de l'usine.
L'usine de fusion et cyanure construite par la société Skidoo Mines est un rare exemple d'un système d'alimentation par gravité du début du XXe siècle, permettant de séparer l'or de son minerai.

### Origine du nom
Le nom Skidoo vient de l'expression « 23 skidoo », expression argotique de l'époque, pour laquelle diverses origines ont été suggérées et qui signifie « partir en coup de vent ».